# Сент Винсент и Гренадини на Светском првенству у атлетици на отвореном 2019.
Сент Винсент и Гренадини су на 17. Светском првенству у атлетици на отвореном 2019. одржаном у Дохи од 27. септембра до 6. октобра учествовали седамнаести пут, односно, учествовали су на свим првенствима до данас. Репрезентацију Сент Винсента и Гренадина представљао је један атлетичара која се такмичио у трци на 400 метара.,.
На овом првенству такмичар Сент Винсента и Гренадина није освојио ниједну медаљу, нити је остварио неки резултат.

## Учесници
Мушкарци:
- Брандон Валентајн-Парис — 400 м

## Резултати

### Мушкарци
| Атлетичар               | Дисциплина | Лични рекорд | Квалификације | Квалификације | Полуфинале           | Полуфинале           | Финале               | Финале       | Детаљи |
| Атлетичар               | Дисциплина | Лични рекорд | Резултат      | Место         | Резултат             | Место                | Резултат             | Место        | Детаљи |
| ----------------------- | ---------- | ------------ | ------------- | ------------- | -------------------- | -------------------- | -------------------- | ------------ | ------ |
| Брандон Валентајн-Парис | 400 м      | 45,78        | 47,39         | 6. у гр. 5    | Није се квалификовао | Није се квалификовао | Није се квалификовао | 34 / 41 (42) |        |